# Porcellio siculoccidentalis
Porcellio siculoccidentalis là một loài chân đều trong họ Porcellionidae. Loài này được Viglianisi, Lombardo & Caruso miêu tả khoa học năm 1992.